# Margot Dijkgraaf
Margot Dijkgraaf (Amsterdam, 19 juli 1960) is een Nederlands literatuurcriticus, auteur en 'ambassadeur tussen Frankrijk en Nederland op het gebied van de letteren'.
Dijkgraaf studeerde Frans in Amsterdam en Parijs, communicatiewetenschap in Utrecht en werkte bij diverse culturele en literaire instellingen. Sinds 1988 is ze literair criticus voor NRC Handelsblad. Aanvankelijk ging haar passie vooral uit naar Franstalige literatuur, inmiddels bestrijkt ze een veel breder literair spectrum. Ze zat in het panel van Zeeman met boeken, presenteerde Lezenetcetera, het journalistieke boeken- en cultuurprogramma op de regionale televisiezender AT5, leidt debatten, doet openbare interviews in binnen- en buitenland, werkt mee aan radioprogramma's in Nederland en Frankrijk en geeft lezingen over haar boeken en over literatuur. Ze vervult bestuursfuncties in het culturele veld en zat in diverse jury's. Ze nam het initiatief voor de oprichting van de Europese Literatuurprijs.
Van 2002 tot 2007 was ze directeur van het Centre français du livre bij Maison Descartes in Amsterdam. Van 2007 tot 2014 was ze directeur van Academisch-cultureel Centrum SPUI25 in Amsterdam. In 2014 was ze korte tijd directeur van de Boekmanstichting. Van 2014 tot 2020 was ze intendant Debat en literatuur bij de Nederlandse ambassade in Parijs en de motor achter de campagne Les Phares du Nord. Van 2015 tot 2018 was zij tevens adviseur van de Akademie van Kunsten in Amsterdam. Sinds 2022 is ze curator van de campagne in Duitsland, een duo-functie met Bettina Baltschev, en een initiatief van het Nederlands Letterenfonds en Flanders Literature.
In 2001 werd Dijkgraaf benoemd tot Chevalier des Arts et des Lettres, een onderscheiding voor haar rol als pleitbezorger van de Franstalige literatuur in Nederland. Dat gebeurde toen samen met vertaalster Jeanne Holierhoek en uitgever Wouter van Oorschot.

De Franse regering benoemde haar in 2009 tot Ridder in het Legioen van Eer (Chevalier de la Légion d'honneur) vanwege haar verdiensten die de Franse en Franstalige schrijvers in Nederland een grotere bekendheid brachten.
Dijkgraaf is een dochter van dr. Cornelis Dijkgraaf (1928-2008) en Janna Lena de Jongh (1922-2017). Ze is de zus van dr. Leonore Dijkgraaf (1963-2016).
In 2021 won Dijkgraaf de Gouden Ganzenveer ‘vanwege haar grote rol als een sensibele en erudiete ‘ambassadeur van de letteren’, die verankerd is in Nederland, maar haar blik naar buiten richt.’

## Publicaties
- Het beslissende boek. Nederlandse en Vlaamse schrijvers over het boek dat hun leven veranderde. 2002. Samen met Martijn Meijer
- Franstalige literatuur van nu. 2003. Nederlandstalig overzicht van de moderne Franse literatuur
- De Atlas van Cees Nooteboom. Met foto’s van Eddy Posthuma de Boer. Uitgeverij Atlas, 2004
- Nawoord bij Huurders en onderhuurders en bij Sleuteloog van Hella S. Haasse. Leesclubuitgave, Querido, april 2006
- De pen van Europa. Interviews met 20 Europese schrijvers, voorzien van een inleiding over het onderwerp. Uitgeverij Prometheus/NRC Handelsblad, 2006
- Nooteboom en de anderen: in gesprek met Margot Dijkgraaf. De Bezige Bij, 2009
- Hella S. Haasse. Uitzicht. Essays, portretten en beschouwingen gekozen en van een nawoord voorzien door Margot Dijkgraaf en Patricia de Groot. Querido, 2008
- Hella S. Haasse. Inkijk. Essays, portretten en beschouwingen, gekozen en van een nawoord voorzien door Margot Dijkgraaf en Patricia de Groot. Querido, 2010
- Spiegelbeeld en schaduwspel. Het oeuvre van Hella S. Haasse. Querido, mei 2014
- Lezen in Frankrijk. Een literaire tour de France. Amsterdam University Press, 2018
- Geen verlangen zonder tekort. De toekomst van de Nederlandstalige roman. Onder redactie van Margot Dijkgraaf en Wouter van Gils. Stichting Literatuurprijs, 2018
- Zij namen het woord. Rebelse schrijfsters in de Franse letteren. Atlas Contact, februari 2020
- Met Parijse pen. Literaire omzwervingen. In samenwerking met fotograaf Bart Koetsier. Uitgeverij Boom, oktober 2020
- In de voetsporen van mijn grootvader. Atlas Contact, september 2021 (Bronzen Zeeuwse Boekenprijs 2022) [3]